# Victor Nessmann
Pour les articles homonymes, voir Nessmann.
Victor Édouard Nessmann, né le 17 septembre 1900 à Strasbourg (Bas-Rhin) et décédé le 5 janvier 1944 à Limoges (Haute-Vienne), est un médecin et résistant français. En 1924, il est le premier médecin à rejoindre Albert Schweitzer à Lambaréné au Gabon. Pendant la Seconde Guerre mondiale, il dirige l'Armée secrète dans le secteur de Sarlat (Dordogne). Arrêté par la Gestapo, il meurt à la suite des tortures subies.

## Biographie

### Famille et enfance
Victor Édouard Nessmann naît le 17 septembre 1900 à Strasbourg, fils unique d’un pasteur également prénommé Victor et de Jeanne Frick. Issu d’une ancienne famille strasbourgeoise de jardiniers-cultivateurs, protestante depuis la Réforme et très francophile, son père est pasteur luthérien de tendance orthodoxe à Westhoffen, gros bourg qu’il marque de sa forte personnalité pendant quarante ans. Né citoyen allemand dans une Alsace annexée par les Prussiens en 1870, Victor Nessmann passe son enfance dans le cadre du presbytère familial, soumis à une éducation rigide.
Il poursuit sa scolarité au gymnase protestant de Strasbourg et passe son Abitur en mai 1918. En septembre 1918, deux mois avant l’Armistice, il est mobilisé dans l’armée allemande en débandade, qu’il déserte. « Réintégré » de plein droit dans la nationalité française, il commence en novembre 1918 des études de médecine à l’Université de Strasbourg, redevenue française.

### Médecin auprès d'Albert Schweitzer
En juin 1924, à vingt-trois ans, il termine son cursus médical universitaire. Il n’a fait ni son service militaire, ni soutenu sa thèse de doctorat et n’a aucune expérience professionnelle, mais il ressent le besoin de quitter cette « vieille Europe et ce milieu démoralisant et amollissant où il [lui] semble souvent avoir vécu dans une prison bien fermée, bien close. » Sur les conseils d’amis, il prend la décision de rejoindre Albert Schweitzer à Lambaréné, au Gabon, où ce dernier envisage de créer dans la forêt tropicale un « village où l'on soigne », véritable hôpital de brousse. En juillet, il fait acte de candidature auprès d’Emmy Martin qui assure à Strasbourg la liaison avec Lambaréné.
Bien que son père appréhende de le voir au service d’un homme dont la vision théologique libérale choque profondément sa sensibilité orthodoxe, Victor Nessmann part pour l’Afrique où il arrive en octobre 1924. Premier médecin à rejoindre Schweitzer, il en est le premier assistant. Les opérations nombreuses et la maîtrise du chirurgien suisse Marc Lauterburg, arrivé à Lambaréné en mars 1925, confirment Victor Nessmann dans son orientation de chirurgien.
En mars 1926, après dix-huit mois en Afrique, il revient en France pour y effectuer ses obligations militaires et achever ses études. Après un trimestre à l’Institut de médecine coloniale et tropicale de Paris, il soutient le 13 juillet 1927 une thèse de doctorat, publiée sous le titre « Voies d’accès aux carrières médicales coloniales ».

### La Résistance

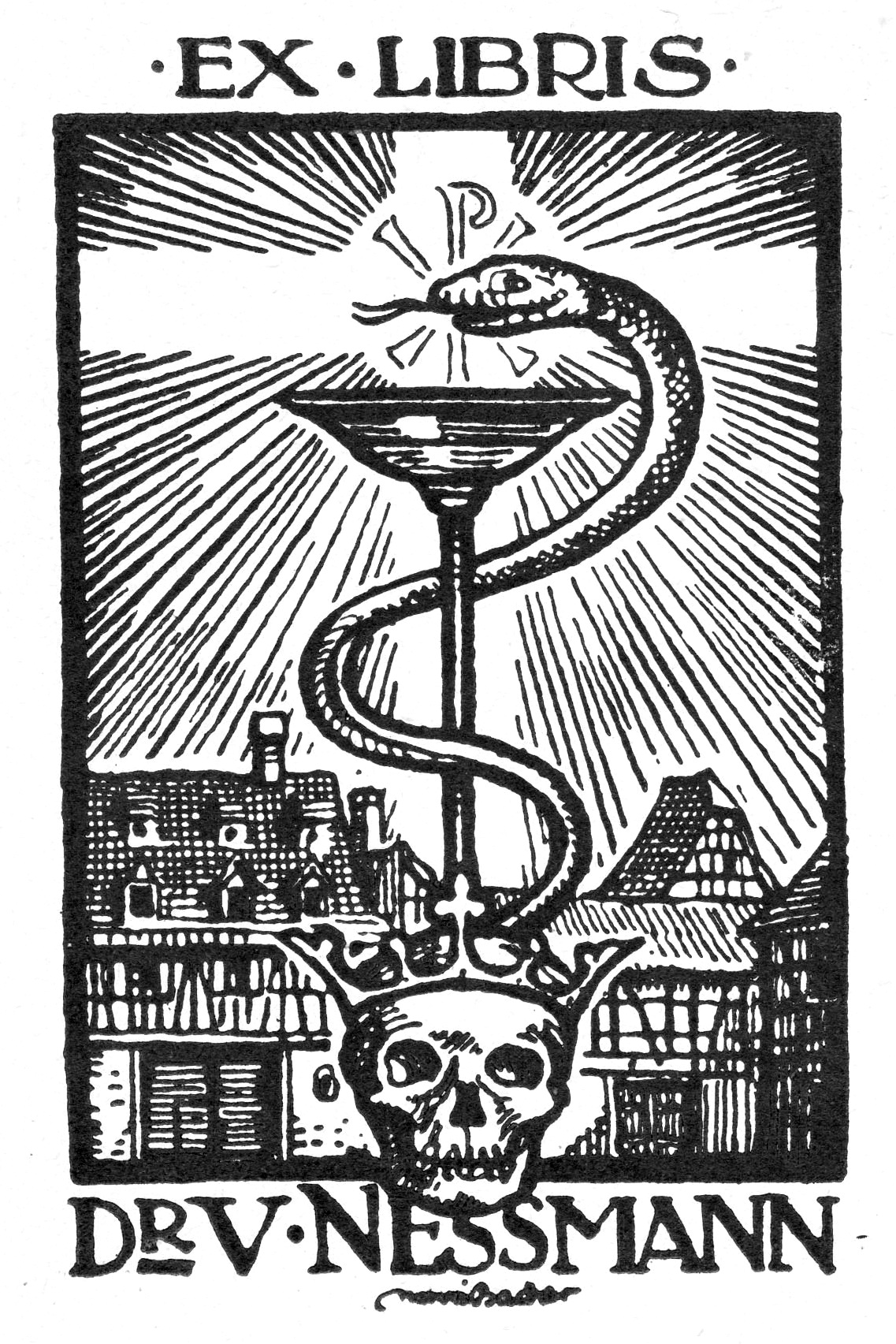
Ex libris de Victor Nessmann, réalisé par Henri Bacher en 1930.

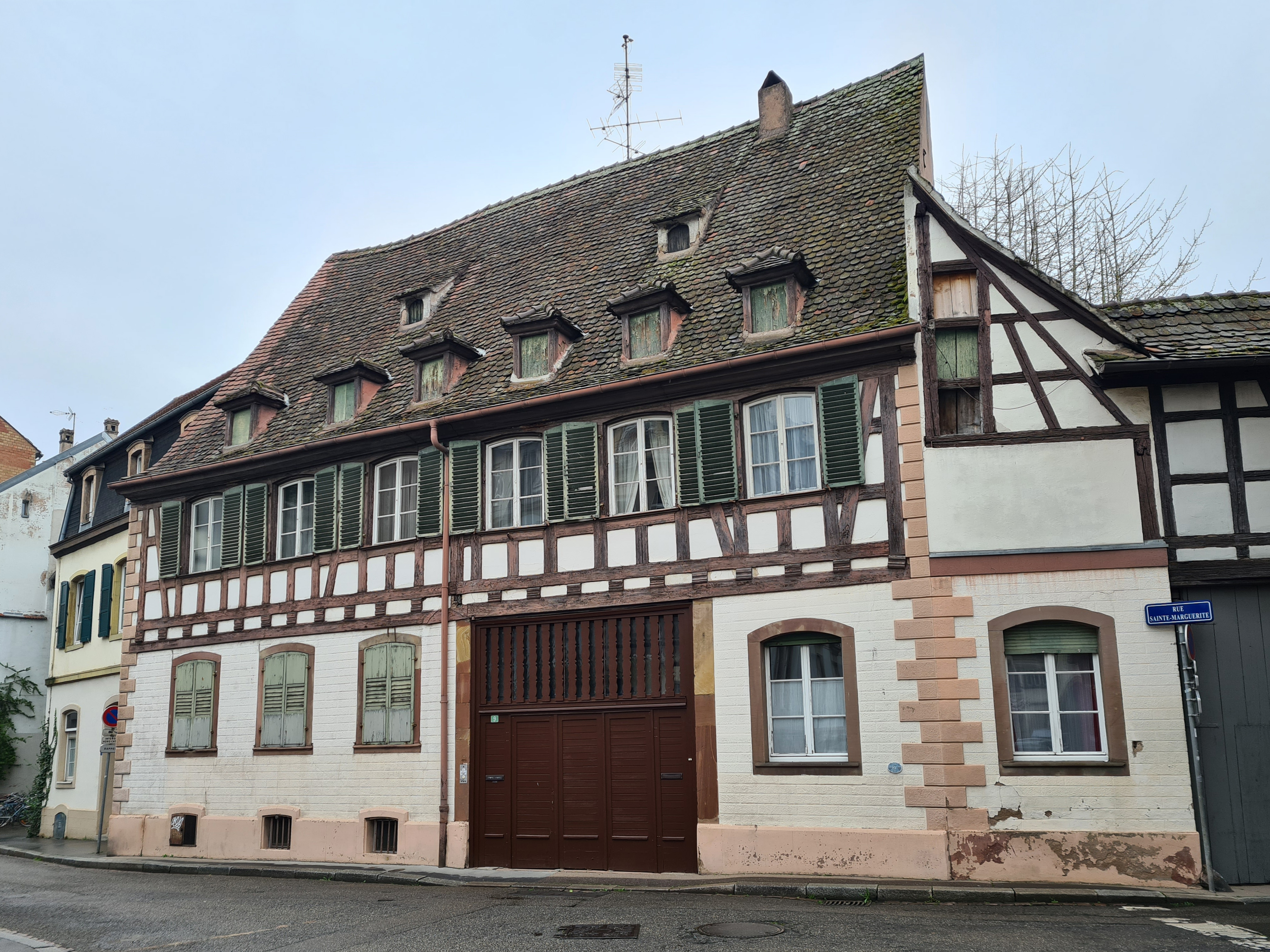
La maison au 9, rue Martin-Bucer, où Victor Nessmann ouvrit son cabinet médical.

En 1932, Victor Nessmann est chef de clinique à l'hôpital de Mulhouse. Il rencontre Georgette Walther, une infirmière, avec qui il se marie en octobre de la même année. Le couple s'installe à Strasbourg, où Victor exerce comme chirurgien libéral. Quatre enfants naissent de leur union avant la Seconde Guerre mondiale.
Mobilisé en août 1939 comme médecin-capitaine, Victor Nessmann passe la « drôle de guerre » à Sarrebourg avant d’être replié sur Périgueux où, en juillet 1940, il est rejoint par son épouse et leurs quatre enfants, évacués d’office de Strasbourg le 1er septembre 1939. Démobilisé en août 1940, il refuse de rentrer en Alsace annexée par les nazis et s’installe avec sa famille à Sarlat, où ils sont officiellement « réfugiés ». Riche de son expérience en Afrique, il transforme le vieil hospice délabré de la ville en véritable hôpital pourvu d'un service chirurgical. Pendant cette période, deux autres enfants agrandissent la famille.
Dès 1941, il est en contact avec les premiers résistants et il entre en relation avec Edmond Michelet au sein du mouvement Combat. En 1942, sous le pseudonyme de « Noret », il prend la direction de l’Armée Secrète du secteur du Sarladais, dont il devient « l'âme et l'organisateur », coordonnant notamment dans le cadre des MUR (Mouvement unis de la Résistance) les liaisons départementales et les parachutages.
En 1943, la région est frappée par deux grandes vagues d’arrestations. Victor Nessmann est arrêté par la Gestapo le 21 décembre 1943 dans son cabinet médical de Sarlat, en pleine consultation. Conduit à Bergerac puis à Périgueux (Dordogne), il est transféré à la Gestapo de Limoges à la villa Tivoli façe au Champ de Juillet près de la gare des Bénédictins (Haute-Vienne) commandé par le lieutenant-colonel August Meier, pour y être interrogé. Il meurt après deux jours de torture le 5 janvier 1944, sans avoir parlé. Son corps ne sera jamais retrouvé et son épouse n'aura la confirmation de son décès qu'après mai 1945, au retour de déportation de ses compagnons de cellule. Victor Nessmann laisse une veuve et six enfants en bas âge.

## Reconnaissance
- En 2015, une exposition au Musée historique de Strasbourg, consacrée au destin d'Alsaciens pendant la Seconde Guerre mondiale, relate les difficultés et le combat mené après-guerre par Georgette Nessmann pour se faire reconnaître comme veuve de guerre[12].
- A Strasbourg, depuis 1948, une rue porte le nom de Docteur Nessmann[13].
- A Westhoffen, une place porte son nom[14].
- A Sarlat, un boulevard est nommé Victor Nessmann. Dans la même ville, son nom figure sur le monument au mort[14].

## Distinctions
Il est reconnu « interné résistant ».
- Chevalier de la Légion d'honneur
- Croix de guerre 1939-1945 avec palme.
- Médaille de la Résistance française avec rosette à titre posthume[16].

## Œuvres
- Victor Nessmann, Voies d'accès aux carrières médicales coloniales, Strasbourg, Éditions Universitaires de Strasbourg, 1927, 87 p..
- Victor Nessmann, « Avec Albert Schweitzer de 1924 à 1926, Lettres de Lambaréné », Revue de l'Association française des amis d'Albert Schweitzer, vol. 6,‎ 1994.
- André-Paul Befort et Maurice Moszberger, « Nessmann Victor Strasbourg 1900-Limoges 1944 Médecin à Lambaréné, chirurgien à Sarlat, résistant assassiné », dans Celles et ceux qui ont fait l'Alsace, Jérôme Do Bentzinger Editeur, 2016 (ISBN 9782849605691), p. 505-506